# Ombre a Zamboula
Ombre a Zamboula è  un racconto fantasy facente parte del ciclo di Conan il barbaro dello scrittore Robert Ervin Howard.
Ombre a Zamboula è una delle storie originali di Robert E. Howard su Conan il Cimmero, pubblicato in Weird Tales nel novembre 1935. Il suo titolo originale è stato "The Man-Eaters of Zamboula".
La storia si svolge nel corso di una notte nella città desertica di Zamboula, in mezzo a intrighi politici e a strade piene di cannibali. Questa storia ha anche introdotto un nemico particolare, lo strangolatore Baal-Pteor, uno dei pochi esseri umani nelle storie di Conan a rappresentare fisicamente un avversario temibile per il forzuto barbaro. La storia include uno stereotipo razziale che vede i neri come cannibali, anche se Howard si sforzò di limitare questo, evidenziando che i cannibali in Zamboula fossero solo i neri del Darfar.

## Trama
Nonostante l'avvertimento ricevuto in un suq da un anziano nomade, Conan trascorre la notte in una taverna a buon mercato di Zamboula, di proprietà di Aram Bisi. Come cala la notte, un cannibale nero del Dafar entra nella sua camera attraverso una botola, per trascinare Conan lontano e divorarlo. Tutti gli schiavi darfariani in città sono cannibali e vagano per le strade di notte. Dal momento che i cannibali attaccano solo gli stranieri, gli abitanti della città sopportano tutto questo e la sera restano ben chiusi nelle loro case, mentre i nomadi e mendicanti trascorrono la notte a una distanza di sicurezza da Zamboula. AAram Bisi ha fatto un accordo con i cannibali, egli fornisce loro  "carne fresca" e lui trae profitto dagli effetti personali dei suoi sfortunati ospiti alla locanda. Questa notte, tuttavia, il cannibale è sfortunato, non riesce a sorprendere Conan, e paga con la sua vita. Capito che la sua stanza è in realtà una trappola, Conan si inoltra nelle strade Zamboula dove incontra una donna nuda e il suo fidanzato che appare impazzito. Conan salva la donna da un attacco dei cannibali. La donna gli confida di aver cercato di ottenere il suo amore perpetuo attraverso una pozione d'amore, che invece lo ha reso un pazzo furioso. Dopo aver promesso a Conan  "una ricompensa " in cambio del suo aiuto, i due tentano di uccidere un sommo sacerdote responsabile della follia dell'amante.
La donna viene catturata e, dopo essere stata ipnotizzata, è costretta a ballare davanti al sommo sacerdote fino a quando non crolla esausta. Conan, dopo aver sconfitto uno strangolatore di nome Baal-Pteor al suo stesso gioco, salva la donna e uccide il prete corrotto. Poco prima che Conan potesse rivendicare la sua ricompensa, la donna gli rivela di essere Nafertari, moglie del satrapo di Zamboula, Jungir Khan (l'amante folle). Dopo aver dato a Jungir l'antidoto al veleno, Nafertari promette a Conan una posizione nel suo Consiglio della satrapia e vaste ricchezze.
Conan, tuttavia, rinuncia e lasciando la città e rivela al lettore di aver riconosciuto i due immediatamente. Prima però si vendica di Aram Bisi, tagliandogli la lingua e la barba, rendendolo muto e irriconoscibile. Alla fine, trascina Bisi verso i cannibali affamati in modo che possano divorarlo (una delle esposizioni più profonde del senso ironico di Conan). Dopo aver avuto a che fare con Aram Bisi, Conan lascia la città con l'oro e l'anello magico che ha causato gli intrighi della notte (Conan l'aveva rubato a Jungir durante il loro primo incontro), intenzionato a vendere il suo premio.